# Левашов, Владимир Григорьевич
Владимир Григорьевич Левашов (13 января 1958, Коммунарск, Луганская обл., УССР) — российский историк фотографии, художественный и фото-критик, куратор современного искусства, арт-директор «Stella Art Foundation».

## Биография
Родился в 1958 году в Коммунарске Луганской области.
В 1981 году окончил отделение истории и теории искусства исторического факультета МГУ имени М. В. Ломоносова.
В 1991—1992 годах являлся сокуратором московского Центра современного искусства на Большой Якиманке. С 1991 по 1995 год работал художественным директором «Галереи 1.0». С  1993 по 1997 год работал заместителем директора московского Центра современного искусства Сороса.
В 1994 году курировал российский павильон на Биеннале искусства в Сан-Паулу, а также первую масштабную выставку медиа-искусства в России «NewMediaTopia».
С 2004 года работает художественным директором Stella Art Foundation (Москва). Куратор более 50 выставок фонда, среди которых «Руина Россия» (Scuola dell’arte dei Tiraoro e Battioro, Венеция, параллельная программа 52-й Венецианской биеннале, 2007) и «Этот смутный объект искусства» (Kunsthistorisches Museum, Вена, 2008; Ca' Rezzonico, Венеция, параллельная программа 53-й Венецианской биеннале, 2009).
Владимир Левашов входит в экспертный совет Премии Кандинского.
Автор многочисленных публикаций по современному искусству и фотографии.

## Книги Владимира Левашова
- Левашов В. Фотовек. Очень краткая история фотографии за последние сто лет. — Нижний Новгород: Кариатида, 2002. — 126 с.[4]
- Левашов В. Лекции по истории фотографии. — Нижний Новгород: ЦСИ, 2007.
- Левашов В. Лекции по истории фотографии. 2-е изд. — М.: Treemedia, 2012. — 482 с. — ISBN 978-5-903788-16-3.[5]
- Левашов В. Фотовек. Очень краткая история фотографии за последние сто лет. 2-е изд. — М.: Treemedia, 2016. — 88 с. — ISBN 978-5-903788-43-9.[6]